# Xã Iosco, Quận Stutsman, Bắc Dakota
Xã Iosco (tiếng Anh: Iosco Township) là một xã thuộc quận Stutsman, tiểu bang Bắc Dakota, Hoa Kỳ. Năm 2010, dân số của xã này là 17 người.